# Генин, Владимир Михайлович
Владимир Миха́йлович Ге́нин (род. 31 марта 1958 года, Москва) — российско-немецкий композитор, пианист и музыкальный педагог, с 1997 года проживает в Мюнхене, Германия.

## Биография
Родился в 1958 в Москве в семье, связанной глубокими традициями с искусством. Дед Иосиф Шпинель — профессор ВГИКа и главный художник более 60 фильмов, сделанных на различных киностудиях Советского Союза, большей частью на киностудии Мосфильм; среди его работ — такие шедевры мирового кино, как «Иван Грозный» и «Александр Невский» Сергея Эйзенштейна. Отец Михаил Генин — лауреат премии «Золотой телёнок» Литературной газеты, писатель-сатирик, автор афоризмов, переведённых на немецкий язык.
В 1977 году Владимир Генин с отличием заканчивает Музыкальное училище при Московской консерватории по классу фортепиано Виктора Бунина, после чего год учится на музыкальном факультете Московского государственного педагогического института в классе фортепиано Алисы Кезерадзе.
В 1983 году он с отличием заканчивает Московскую консерваторию по классу композиции проф. Романа Леденёва. Его преподавателями были Юрий Буцко по инструментовке и Илья Клячко по фортепиано. На формирование молодого музыканта сильное влияние оказало знакомство с композитором Георгием Свиридовым, с которым его потом связывала многолетняя дружба.
После получения диплома Владимир Генин проходит солдатскую службу в рядах Советской Армии. В 1985 году он становится членом Союза композиторов России, а в 1991 году заканчивает ассистентуру-стажировку Московской консерватории.
Владимир Генин — автор ряда камерных, хоровых и симфонических произведений, исполняющихся в России, Европе и США. Его сочинения изданы издательством «Советский композитор» и рядом немецких издательств, среди которых Sikorski, Гамбург; Ries & Erler, Берлин; Neue Musik, Берлин; Wolfgang Haas Classic, Кёльн; Enter Media Publishing, Мюнхен. Его произведения звучали на концертах Международного Фестиваля современной музыки Московская осень; фестиваля Международная трибуна композиторов в Белграде, Сербия; Международного Фестиваля хоровой музыки в Гори, Грузия; Фестиваля Musikfest der Münchner Gesellschaft für Neue Musik, Мюнхен.
В 1988 году на официальных празднованиях Тысячелетия крещения Руси во Владимире исполнялось написанное им годом ранее по заказу Владимирского Театра хоровой музыки Хоровое действо для солистов и хора Плач по Андрею Боголюбскому, Великому Князю Владимирскому. Это произведение выдержало более 70 постановок в России, а в 1989 году исполнялось в Рахманиновском зале Московской консерватории и во время концертного турне Владимирского камерного хора под управлением народного артиста России, профессора Эдуарда Маркина по западному побережью США от Сиэтла до Сан-Франциско. После выпуска в 1990 году фирмой Мелодия винилового диска и компакт диска, сочинение было переиздано в 1996 году фирмой Europe RCD, Прага. Музыка Хорового действа неоднократно использовалась на радио и телевидении. В 2012 году в связи с юбилейными торжествами в честь 900-летия Андрея Боголюбского это произведение снова вошло в репертуар Владимирского камерного хора.
По заказу Народного артиста России Дмитрия Хворостовского были созданы инструментовки вокальных циклов Мусоргского Песни и пляски смерти и Без солнца, которые были исполнены певцом с оркестрами под управлением Валерия Гергиева и Евгения Колобова в Мариинском театре Петербурга, в Большом зале Московской консерватории и в Роттердаме и Брюсселе.
Кинофильм Письмо космонавта (Der Brief des Kosmonauten, Германия, 2002) с музыкой Владимира Генина был показан во многих кинотеатрах и на телевидении Германии и издан на ДВД, а Сюита из музыки к фильму прозвучала в Зале Карла Орфа Мюнхенской филармонии в исполнении оркестра Camerata Nova под управлением Автора и во время Ночи Киномузыки в исполнении Мюнхенского оркестра Радио.
Пьесы для камерного ансамбля, созданные вместе с Романом Райтелем по заказу музыкальной библиотеки Sonoton звучат на телеканалах Германии, США, Аргентины, ЮАР, Японии, Австралии и восточной Европы в качестве заставок и сопровождения к документальным фильмам.
В 2011 г. Ольгой Домниной (недоступная ссылка) записан в Швейцарии специально созданный для неё фортепианный цикл Семь мелодий для циферблата. После выпуска его отдельным диском голландской фирмой Challenge Records International, как сочинение, так и сам диск получили высокую оценку критики; этот цикл был исполнен пианисткой в Московском Международном Доме Музыки (ММДМ), Музыкальной гостиной Московского театра имени Станиславского и вКонсертгебау, Амстердам.
Диск Цветы зла (Les Fleurs du Mal): Двенадцать песен и танцев для сопрано и фортепианного квартета, инспирированные Шарлем Бодлером (2014) удостоился от критики звания «диск месяца».
С 2015 года тесно сотрудничает с выдающимся молодым скрипачом Валерием Соколовым, для которого создал Сонату для скрипки и фортепиано (2015), Камерный Концерт «Pietà» (2016) и фортепианное трио (2017).
Статья о творчестве В. Генина включена в английскую энциклопедию The New Grove Dictionary of Music and Musicians.
Как пианист Владимир Генин выступал в России, Германии, Англии и Италии с сольными концертами и в составе камерных ансамблей. Его авторский концерт состоялся в 2012 году во Владимире, где прозвучали Плач по Андрею Боголюбскому, Симфониетта для струнных и Диптих для фортепиано с оркестром, партию фортепиано в котором исполнил В. Генин в сопровождении Владимирского Губернаторского симфонического оркестра под руководством Артёма Маркина.
В 2022 - 2023 годах Генин получил вместе с немецким кинематографистом Штефаном Наке многочисленные международные премии за короткометражные фильмы на его музыку («Лучший джазовый трек», «Лучшее музыкальное видео», «Лучший музыкальный короткометражный фильм») за фильмы «Сны», «Пунто Короната», «Короната в голубом» и «Украинская Мадонна».
Среди последних мировых премьер музыки Владимира Генина - две оперы на тексты Р.М. Рильке, «Алкестис» и «Орфей. Эвридика». Гермес» в Зале Пьера Булеза в Берлине (2023), „Пассакалья в желто-голубых тонах“ с оркестром Театра Комунале Болоньи в Аудиториуме Театра Манцони Болоньи и Театра Клаудио Аббадо Феррары (2023) под управлением Оксаны Лынив, а также Концерт для аккордеона в Берлинской филармонии (2024) в исполнении Марко Шеварлича.
С 1997 года В. Генин проживает в Мюнхене. В своей студии в Мюнхене он преподаёт фортепиано, композицию и инструментовку. Многие его ученики получили премии на детских и юношеских национальных и интернациональных конкурсах и стали профессиональными музыкантами. Один из постоянных педагогов Austrian Master Classes  с 2012 года, он является также руководителем музыкальной школы города Hallbergmoos под Мюнхеном и художественным руководителем концертного цикла erstKlassiK.

## Творчество

### Основные музыкальные произведения
- Алкестида Мини-моноопера 2015
- Орфей. Эвридика. Гермес Мини-моноопера 2017
- Malafeminna, or Awful Beauty / Малафеммина, или Страшная красота Трагедия-буффа, Опера в двух актах 2013
- Das Knabenherz von Pyrmont / Сердце мальчика из Пермонта Опера-триллер, Камерная опера в пяти картинах 2019
- Три Спаса Мистерия для солистов, хора и ансамбля 2006
- Плач по Андрею Боголюбскому, Великому Князю Владимирскому Действо для солистов и хора 1987
- Исповедь Блаженного Августина для чтеца, солистов и хора 1990
- Русская рулетка Азартная игра для симфонического оркестра 2014
- Литургический концерт для фортепиано с оркестром 2011
- Диптих для фортепиано с оркестром 2010
- Имровизация в наручниках в солидарность с борющимися за свободу и свои права 2020
- Passacaglia in Yellow-Blue для оркестра или различных камерных ансамблей 2020
- Концерт для баяна и струнных 2018
- Пьета Камерный концерт для скрипи и струнных Посвящен Валерию Соколову 2016Симфониетта для струнных 2010
- GeBeeth для струнных Музыкальное приношение Бетховену, 2019
- Bach is all around для струнных 2009
- Письмо космонавта Сюита из музыки к фильму 2001
- Соната для скрипки и фортепиано 2014
- Две пластических пантомимы с интермедией для скрипки и фортепиано 2003
- Поэма для альта и фортепиано 1986
- Фантазия на темы оперы М. Мусоргского «Борис Годунов» для фортепианного квартета 1998
- Половецкие танцы А. Бородина для фортепианного квартета 1998
- Семь мелодий для циферблата Фортепианный цикл 2011
- Цветы зла (Les Fleurs du Mal) Двенадцать песен и танцев для сопрано, виолончели и фортепиано (или: сопрано и фортепианного квартета), инспирированные Шарлем Бодлером 2013
- Чужие голоса Вокальный цикл на стихи Б. Пастернака, М. Цветаевой, Р. М. Рильке (на английском, немецком и русском языках) 2010
- Вокальные циклы и песни на стихи древних китайских поэтов, И. Бунина, Е. Баратынского, А. Блока, В. Маяковского.

Полный список сочинений В. Генина находится на его официальном сайте

### Эссе, статьи
- «Отец» и «Голый остров», эссе // Almanach Dominante — München: Verlag Otto Sagner, 2006, 2008 — ISBN 978-3-86688-062-7, ISSN 1863-6322
- «Gedanken auf der Klavierbank», цикл статей // Pianist — München: Piranha Media, 2009 № 1-4
- «Небо как колокол» // «Музыкальный мир Георгия Свиридова» — М.: Советский композитор, 1990 — C. 165—173 — ISBN 5-85285-048-9
- «Владимирское чудо» // М.: Советская музыка, 1989. № 10 — ISSN 0869-4516

## Дискография

### Авторские диски
1. Плач по Андрею Боголюбскому, Великому Князю Владимирскому (The Plaint of Andrei Bogolubski, Great Prince of Vladimir) для солистов и хора
2. Исповедь Блаженного Августина (Confession of St. Augustine) для чтеца, солистов и хора
3. in C est 4/4: Четыре камерных сочинения для четырёх исполнителей
4. Семь мелодий для циферблата (Seven Melodies for the Dial), фортепианный цикл
5. Цветы зла (Les Fleurs du Mal): Двенадцать песен и танцев для сопрано и фортепианного квартета, инспирированные Шарлем Бодлером (недоступная ссылка)

### Другие СД и ДВД
- Музыка к фильму «Письмо космонавта» на ДВД Der Brief des Kosmonauten, Euro Video
- Шесть пьес для камерного ансамбля на СД Abstrakt Images, Sonoton
- Переложение для 12ти саксофонов музыки из Сюиты Г. Свиридова «Метель» на СД Saxophone Cinema
- Музыкальное оформление аудиокниги Государь всея Сети Александра Житинского

## Видеозаписи
- Фрагмент Диптиха для фортепиано с оркестром Солист — Владимир Генин
- Фрагменты оперы «Малафеммина, или Страшная красота»
- Соната для скрипки и фортепиано Исполнители: Валерий Соколов и Ольга Домнина
- Фрагмент музыки к фильму «Письмо космотавта» Camerata Nova под управлением Владимир Генина
- Фрагмент фильма «Письмо космотавта»
- Фрагменты вокального цикла «Цветы зла» по Ш. Бодлеру
- Of Mouthed Graves из фортепианного цикла «Семь мелодий для циферблата» Солист — Ольга Домнина

## Отзывы критиков
- «Владимир Генин принадлежит к молодому поколению советских-русских композиторов, начавших свою творческую работу уже на исходе большой и драматической эпохи. С 1980-х годов я знаком с его музыкой и с ним лично. <…> Музыка Вл. Генина отмечена серьёзным, ярким и глубоким дарованием. Особенно необходимо отметить его углублённое внимание к темам, связанным с историей и трагической судьбой России. Его несомненное мастерство ставит его в ряд наиболее заметных фигур в числе молодых советских-русских композиторов последнего десятилетия» (Георгий Свиридов, 1990)[19]
- Отзывы прессы на сочинения В. Генина находится на его официальном сайте